# Església de la Puríssima Concepció (Xinquer)
L'església de la Puríssima Concepció és un temple catòlic enrunat que se situa a la part més elevada del poble abandonat de Xinquer, al terme municipal de l'Alcúdia de Veo, a la comarca de la Plana Baixa i en plena serra d'Espadà.

## Història
Sota l'advocació de la Puríssima Concepció de Maria, l'edifici primigeni va ser construït a la primera meitat del segle xv, per ordre del senyor del lloc, en Lluís de Vilarrasa, qui també encarregà la construcció d'una altra església a Benitandús. Cal recordar que aquests temples foren construïts a un dels territoris moriscos del Regne de València, doncs aquests no serien expulsats fins al 1609.
Repoblada la localitat amb cristians, el 1697 el temple va passar a formar part de la parròquia de la Vall d'Almonesir, dedicada també a la Puríssima Concepció, situació que continuava vora un segle després, el 1768.
Tot i que el temple va formar part sempre del bisbat de Sogorb, erròniament alguns autors del segle xix el van incloure als dominis del bisbat de Tortosa. La darrera referència d'eixa centúria a l'església es produí l'any 1900, quan Enrique Martín cità l'existència d'una capella a Xinquer i assegura que està servida pel capellà de l'església de sant Miquel Arcàngel de l'Alcúdia de Veo.

## Arquitectura[5]

### Façana

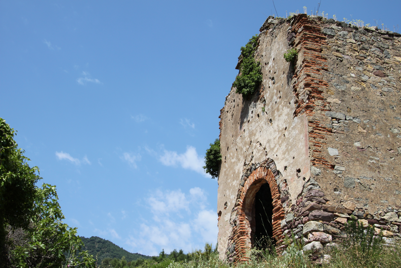
Façana de l'església

La façana és senzilla i es redueix a una porta emmarcada dins d'un arc de mig punt que dona accés al temple. Més amunt, tapada per la vegetació, es conserva una finestra que mira al sud i que seria l'única entrada de llum de tot el temple. Com a remat, hi ha les restes de l'espadanya.
A la façana s'hi aprecien restes de pintura roja, així com impactes produïts durant els intensos combats que es lliuraren en aquesta vall durant la part final de la Guerra Civil espanyola.

### Interior
El temple està format per una nau de planta rectangular i una sagristia de reduïdes dimensions ubicada a l'est de l'edifici i amb dos accesos: un d'interior i un altre d'exterior. El sostre, que s'ha ensorrat, degué ser de volta, com ho proven les restes dels arrancs dels arcs que el sostenien.
L'escassa decoració interior supervivent reprodueix motius florals del tipus que trobem a altres pobles de la contrada.

#### Altar Major
L'Altar major és la resta més significativa de tot el conjunt. Es tracta d'una obra d'inspiració neoclàssica composta per dos pilars que emmarquen una fornícula dins de la qual estigué ubicada la imatge de la titular del temple. Sostingut pels pilars, un frontó semicircular, hui dia desaparegut, coronava el conjunt. Per sota hi quedaria la taula de l'eucaristia, que tampoc ha sobreviscut.